# Lexicalizare
În lingvistică, termenul lexicalizare are mai multe sensuri. În sens psiholingvistic denumește procesul prin care o noțiune primește o expresie lingvistică sub forma unui cuvânt sau a unei alte unități lexicale.
În alt sens, termenul înseamnă adoptarea unui cuvânt sau a unei locuțiuni în lexic, acesta fiind văzut ca un depozit din care se poate scoate în vederea folosirii.
Într-un sens lingvistic mai restrâns, lexicalizarea este numele unui proces prin care o secvență de morfeme, inclusiv un grup de cuvinte, devine o unitate lexicală.

## Căile lexicalizării
Lexicalizarea este strâns legată de formarea de cuvinte. Unul dintre proceedele acesteia este derivarea, fiind totodată și o cale a lexicalizării. Se lexicalizează acele cuvinte derivate care se îmbogățesc cu timpul cu elemente de sens noi, în final sensul lor nemaifiind compozițional, adică deductibil din sensul elementelor lor componente. Asemenea cuvinte sunt, de exemplu, în limba engleză, writer „scriitor (de opere literare)” sau gambler „jucător (de jocuri de noroc)”.
Are loc lexicalizare și prin compunere, tot atunci când sensul cuvântului compus nu mai este compozițional. În limba română sunt cuvinte compuse lexicalizate formate din mai multe tipuri de elemente:
- substantiv + substantiv juxtapuse: locotenent-colonel;
- substantiv + atribut adjectival sau atribut adjectival + substantiv: botgros, rea-credință;
- substantiv + atribut substantival: floare-de-colț;
- verb + complement: încurcă-lume, fluieră-vânt;
- cuvintele unei propoziții sau fraze: vino-ncoace, lasă-mă-să-te-las.

Este unitate lexicalizată și locuțiunea cu conținut noțional sinonimă cu un cuvânt: băgare de seamă (= atenție), în toată firea (= matur, -ă), a-și bate joc (= a batjocori), cu noaptea în cap (= dis-de-dimineață) etc..
În mod analog cu compunerea de cuvinte se poate compune și o literă cu un cuvânt: de  U-Bahn (U de la Untergrund „subteran”) „metrou”, S-Bahn (S de la Schnell „rapid”) „tramvai”. Litera poate fi și iconică: en  U-turn „viraj în formă de U”, în sens figurat „schimbare bruscă”; de  S-Kurve „curbă S”.
În cazul siglelor și acronimelor este vorba tot de lexicalizare. O siglă este formată din literele inițiale ale unor cuvinte, pronunțate așa cum se înșiră literele alfabetului, iar acronimul este alcătuit sau din literele inițiale, sau din silabele inițiale, sau din silabe și litere inițiale ale unor cuvinte, fiind pronunțat ca un cuvânt obișnuit:
- ro  C.F.R. (de la Căile Ferate Române), O.Z.N. (de la obiect zburător neidentificat), CEC (de la Casa de Economii și Consemnațiuni);
- fr  S.N.C.F. [ɛs.ɛn.seˈɛf] (de la Société nationale des chemins de fer franaçais „Societatea Națională a Căilor Ferate Franceze”), C.A.P.E.S [kaˈpɛs] (de la Certificat d’aptitudes pédagogiques à l’enseignement du second degré „certificat de aptitudini pedagogice pentru învățământul secundar”)[8];
- en  USA [juː.esˈeɪ] (de la United States of America „Statele Unite ale Americii”), laser [ˈleɪzə(r)] (de la light amplification by stimulated emission of radiation „amplificarea luminii prin emisie stimulată a radiației”) „laser”, radar [ˈreɪdɑː(r)] (de la radio detection and ranging „detectare prin radio și determinarea distanței”) „radar”[5];
- de  Gestapo (de la Geheime Staatspolizei „poliția secretă de stat”), Stasi (de la Staatssicherheit „securitatea statului”)[5].

Lexicalizarea siglelor și acronimelor devine evidentă când primesc determinanți abstracți și afixe gramaticale, precum și când se derivă de la ele alte cuvinte: ro  C.F.R.-ul, ceferist; fr  des bédés (de la bandes dessinées) „benzi desenate”, onusien, -ne (adjectiv derivat de la ONU).
Așa-numitele cuvinte telescopate sunt și ele lexicalizate. Acestea se compun din începutul unui cuvânt și sfârșitul altuia. Exemple:
- fr  informatique (< information „informație” + automatique „automatică”) „informatică”[11], tapuscrit (< taper „a tasta” + manuscrit „manuscris”)[12];
- en  motel (< motor + hotel) „motel”[13], smog (< smoke „fum” + fog „ceață”) „smog”[14].

În alte cazuri se lexicalizează forme gramaticale diferite ale aceluiași cuvânt. De pildă, în franceză, substantivul émail „smalț, email” avea la un moment dat al istoriei limbii două forme de plural. În limba actuală émails se folosește pentru mai multe feluri de asemenea material, iar émaux pentru obiecte decorative emailate. Un exemplu de formă de feminin lexicalizată este batteuse „batoză”, inițial având sensul „treierătoare, femeie care treieră”, de la masculinul batteur „treierător”.
Altă cale a lexicalizării este antonomaza, anume atunci un substantiv propriu devine comun. Unele asemenea antonomaze pot fi considerate drept constituente ale unei subclase a metonimiei, de exemplu un Picasso pentru un tablou al lui Picasso. Alte antonomaze se apropie de metaforă, de pildă un Attila pentru șobolani, fiind vorba de o pisică.

## Gradele lexicalizării
Lexicalizarea are grade de realizare în primul rând din punctul de vedere al formei exprimării lingvistice a noțiunilor. Aceasta se observă din felul în care se exprimă o aceeași noțiune în mai multe limbi. Iată ca exemplu cazul noțiunilor „bărbat” și „femeie”:
| Grad de lexicalizare | Forma exprimării | Limbă    | „Bărbat”      | „Femeie”     |
| -------------------- | ---------------- | -------- | ------------- | ------------ |
| slab                 | locuțiune        | japoneză | otoko no hito | onna no hito |
| mediu                | cuvânt compus    | chineză  | nán-rén       | nǚ-rén       |
| avansat              | cuvânt simplu    | engleză  | man           | woman        |

În japoneză și în chineză, primul component exprimă sexul, iar ultimul are sensul „om, ființă umană”.
Se poate vorbi de grad de lexicalizare și referitor la o noțiune exprimată în mai multe feluri în aceeași limbă. De exemplu, în franceză, sensul „a fugi (de undeva)” se poate exprima în mod complet lexicalizat prin verbul „s’enfuir”, format din prefixul en- (la origine prepoziția en „în”) și verbul fuir „a fugi (de ceva)”. Mai puțin lexicalizată este, cu același sens, locuțiunea verbală prendre la fuite „a o lua la fugă”, formată din verbul prendre „a lua” și „la fuite” „fuga (de ceva)”, în care prendre nu mai are nimic din sensul său primordial. Și mai puțin lexicalizată este, cu același sens, construcția se mettre à fuir „a se pune pe fugă, a începe să fugă”, unde se mettre à exprimă începutul acțiunii, dar nu numai aici, ci și asociat cu multe alte verbe.
Din punct de vedere diacronic, adică al istoriei limbii, gradele de lexicalizare caracterizează și o aceeași combinație de cuvinte. Bunăoară, în cuvântul englezesc woman „femeie”, partea wo provine din cuvântul din engleza veche wif, în care limbă man însemna „om”. Sensul lui wif a devenit „soție” (în engleza actuală wife), man și-a păstrat și sensul „bărbat”, iar sensul „femeie” a fost exprimat prin cuvântul compus wifman care, în urma transformărilor pe care le-a suferit, a devenit cuvânt simplu.
Gradul de lexicalizare este diferit și în cazul antonomazei substantiv propriu la origine. Cel folosit metaforic nu-și pierde niciodată statutul de substantiv propriu, dar dobândește un sens special, bogat, care conține tot ceea ce semnifică acesta în conștiința utilizatorilor. De exemplu, în fraza, fr  Un virtuose viennois n’est pas du voyage : Mathias Sindelar, le « Mozart du football », a été éconduit „Un virtuoz vienez nu participă la călătorie: Mathias Sindelar, «Mozartul fotbalului», a fost refuzat”, numele propriu „Mozart” semnifică virtuozitatea și reprezintă o întreagă categorie de indivizi care au această calitate.
În schimb, numele proprii devenite nume comune prin antonomază metonimică pot fi complet lexicalizate, pierzând orice legătură cu numele proprii originare. De exemplu, un vorbitor oarecare al limbii franceze poate să nu știe că renard „vulpoi” este la origine numele propriu Renart al vulpoiului personaj al Romanului lui Renart din Evul Mediu, care a înlocuit substantivul goupil „vulpoi” din franceza veche. Este și cazul a numeroase obiecte și produse al căror nume comun provine din nume proprii de persoane, toponime sau denumiri comerciale: ro  drujbă (nume uzual al fierăstrăului mecanic manual, de la denumirea comercială Družba), fr  poubelle „pubelă” (de la Eugène René Poubelle (1831-1907), prefect al Parisului care a introdus obiectul în uz), camembert (de la Camembert, localitate unde se produce brânza respectivă),en , fr  jersey (țesătură al cărei nume vine de la cel al insulei Jersey), sandwich „sandvici” (de la al IV-lea lord de Sandwich, prespusul inventator al produsului).

## Fenomene legate de lexicalizare
Dat fiind că lexicalizarea este un fenomen diacronic, cuvintele care participă la ea trec prin schimbări mai mici sau mai mari, care indică gradul de lexicalizare.
Unele schimbări sunt prozodice și fonetice. Astfel este, de pildă, pierderea accentului celui de-al doilea membru al cuvântului compus, ex. en  blackbird „mierlă”, la origine black bird „pasăre neagră”. O modificare în plus se constată la cuvântul postman „poștaș” (de la post „poștă” și man „bărbat”) în care, din cauza pierderii accentului, s-a schimbat și pronunțarea celui de-al doilea component: [ˈpəʊst] + [ˈmæn] > [ˈpəʊstmən]. S-a modificat pronunțarea și a primului component în cupboard [ˈkʌbəd] „bufet, dulap” (< [ˈkʌp] + [ˈbɔːd]).
În primele două exemple, sensul cuvintelor mai are motivație, dar în cel de-al treilea nu mai are. Când s-a format cuvântul compus, cup avea sensul „cupă”, iar board – „scândură”, cuvântul compus denumind o scândură pe care se puneau cupe. Până la urmă, sensul cuvântului s-a demotivat, din cauza unor factori extralingvistici, în speță schimbarea cu timpul a obiectului denumit.
Cele trei exemple de mai sus păstrează scrierea componentelor lor, dar o lexicalizare foarte avansată poate fi însoțită și de schimbarea scrierii. Aceasta poate fi parțială, ca în cazul cuvântului woman, sau totală, în care caz forma niciunuia din componente nu se mai poate recunoaște. Astfel, de exemplu, cuvântul englezesc bosun „șef de echipaj (pe nave)” s-a scris o vreme boatswain, fiind compus din cuvintele boat [bəʊt] „ambarcațiune” și swain [sweɪn] „slujitor tânăr al unui cavaler”. Cu timpul, pronunțarea cuvântului a devenit [bəʊsn], la care s-a adaptat scrierea sa.
Și în cazul lexicalizării numelor proprii se petrece o schimbare în ortografie, cele complet lexicalizate scriindu-se cu inițială minusculă (dintre exemplele de mai sus: poubelle, sandwich).